# Tornei di tennis femminili nel 1958
Prima della nascita del WTA Tour, ossia l'apertura alle tenniste professioniste dei tornei che prima di quell'anno erano riservati alle tenniste dilettanti, tutti gli eventi più importanti erano amatoriali, tra questi c'erano i tornei del Grande Slam: gli Australian Championships, gli Internazionali di Francia, il Torneo di Wimbledon e gli U.S. National Championships.

## Gennaio
| Settimana  | Torneo                                                                                     | Vincitore                                                 | Finalista                                  | Semifinalisti | Eliminati ai quarti |
| ---------- | ------------------------------------------------------------------------------------------ | --------------------------------------------------------- | ------------------------------------------ | ------------- | ------------------- |
| gennaio    | Western Province Championships 1958 Città del Capo, Sudafrica Cemento Singolare - Doppio   | Heather Brewer-Segal 6-3 3-6 6-4                          | Sandra Reynolds-Price                      |               |                     |
| gennaio    | Western Province Championships 1958 Città del Capo, Sudafrica Cemento Singolare - Doppio   | Sandra Reynolds-Price Renee Schuurman 6-4 6-3             | Meryl Hammill Heather Brewer-Segal         |               |                     |
| gennaio    | Western Province Championships 1958 Città del Capo, Sudafrica Cemento Singolare - Doppio   | Doppio misto: Renee Schuurman Ian Vermaak 6-1 ritiro      | Sandra Reynolds-Price Koenig               |               |                     |
| gennaio    | Border Championships 1958 East London, Sudafrica Cemento Singolare - Doppio                | Gwendy Love 6-4 4-6 6-4                                   | Bernice Carr-Vukovich                      |               |                     |
| gennaio    | Border Championships 1958 East London, Sudafrica Cemento Singolare - Doppio                | Beryl Bartlett Gwendy Love 6-0 6-3                        | Ross Wilson                                |               |                     |
| gennaio    | Border Championships 1958 East London, Sudafrica Cemento Singolare - Doppio                | Doppio misto: Beryl Bartlett Buster Farrer 6-1 8-6        | Gwendy Love Donald Black                   |               |                     |
| gennaio    | Eastern Province Championships 1958 Port Elizabeth, Sudafrica Cemento Singolare - Doppio   | Heather Brewer-Segal 6-3 5-7 7-5                          | Sandra Reynolds-Price                      |               |                     |
| gennaio    | Eastern Province Championships 1958 Port Elizabeth, Sudafrica Cemento Singolare - Doppio   | Meryl Hammill Heather Brewer-Segal 6-3 1-6 6-2            | Sandra Reynolds-Price Renee Schuurman      |               |                     |
| gennaio    | Eastern Province Championships 1958 Port Elizabeth, Sudafrica Cemento Singolare - Doppio   | Doppio misto: Sandra Reynolds-Price Eric Sturgess 6-3 6-2 | Meryl Hammill Abe Segal Renee Schuurman    |               |                     |
| 1º gennaio | South Island Championships 1958 Nelson, Nuova Zelanda Erba Singolare - Doppio              | Ruia Morrison-Davy 6-4 6-8 6-1                            | Dawn Taylor                                |               |                     |
| 1º gennaio | South Island Championships 1958 Nelson, Nuova Zelanda Erba Singolare - Doppio              | Ruia Morrison-Davy Heather Robson 6-3 6-3                 | Sonia Cox Pat Nettleton                    |               |                     |
| 1º gennaio | South Island Championships 1958 Nelson, Nuova Zelanda Erba Singolare - Doppio              | Doppio misto: Heather Robson Robson                       | Ruia Morrison-Davy Gerard                  |               |                     |
| 2 gennaio  | Scandanavian Covered Court Championships 1958 Helsinki, Finlandia Singolare - Doppio       | Erika Vollmer 5-7 6-3 6-2                                 | Ginette Bucaille                           |               |                     |
| 2 gennaio  | Scandanavian Covered Court Championships 1958 Helsinki, Finlandia Singolare - Doppio       |                                                           |                                            |               |                     |
| 5 gennaio  | Dixie Championships 1958 Tampa, USA Terra rossa Singolare - Doppio                         | Maria Esther Bueno 6-4 6-1                                | Laura Lou Jahn Kunnen                      |               |                     |
| 5 gennaio  | Dixie Championships 1958 Tampa, USA Terra rossa Singolare - Doppio                         | Maggie Beeland Maria Ester Bueno 6-1 6-2                  | Louise Brown Vieira                        |               |                     |
| 11 gennaio | Pierre Gillou Indoor 1958 Parigi, Francia Campo indoor Singolare - Doppio                  | Ginette Bucaille 11-9 3-6 6-3                             | Florence de la Courtie                     |               |                     |
| 11 gennaio | Pierre Gillou Indoor 1958 Parigi, Francia Campo indoor Singolare - Doppio                  | Edda Buding Ilse Buding 6-4 6-2                           | Ginette Bucaille Susan Patridge Chatrier   |               |                     |
| 11 gennaio | Western Australian Championships 1958 Perth, Australia Erba Singolare - Doppio             | Angela Mortimer 6-3 6-3                                   | Jill Langley                               |               |                     |
| 11 gennaio | Western Australian Championships 1958 Perth, Australia Erba Singolare - Doppio             | Angela Mortimer Helen Waters 6-1 6-0                      | Jill Langley Margaret Robinson             |               |                     |
| 11 gennaio | Western Australian Championships 1958 Perth, Australia Erba Singolare - Doppio             | Doppio misto: Jill Langley Clive Wilderspin 6-2 6-2       | Angela Mortimer Brian Bowman               |               |                     |
| 12 gennaio | New Zealand Championships 1958 Wellington, Nuova Zelanda Erba Singolare - Doppio           | Sonia Cox 6-3 6-2                                         | Ruia Morrison-Davy                         |               |                     |
| 12 gennaio | New Zealand Championships 1958 Wellington, Nuova Zelanda Erba Singolare - Doppio           | Sonia Cox Pat Nettleton walkover                          | Ruia Morrison-Davy Heather Robson          |               |                     |
| 12 gennaio | New Zealand Championships 1958 Wellington, Nuova Zelanda Erba Singolare - Doppio           | Doppio misto: Heather Robson Jeff Robson 7-5 6-4          | Dolly King Bob Howe                        |               |                     |
| 12 gennaio | Thunderbird Classic 1958 Phoenix, USA Cemento Singolare - Doppio                           | Beverly Baker-Fleitz 6-2 3-6 10-8                         | Louise Brough                              |               |                     |
| 12 gennaio | Thunderbird Classic 1958 Phoenix, USA Cemento Singolare - Doppio                           |                                                           |                                            |               |                     |
| 12 gennaio | Thunderbird Classic 1958 Phoenix, USA Cemento Singolare - Doppio                           | Doppio misto: Dorothy Bundy Cheney Perry 6-2 6-4          | Green Dye                                  |               |                     |
| 12 gennaio | Florida West Coast Championships 1958 Saint Petersburg, USA Terra rossa Singolare - Doppio | Maria Esther Bueno 6-3 6-3                                | Laura Lou Jahn Kunnen                      |               |                     |
| 12 gennaio | Florida West Coast Championships 1958 Saint Petersburg, USA Terra rossa Singolare - Doppio | Maria Ester Bueno Lois Felix 6-1 6-8 6-3                  | Janet Hopps Adkisson Laura Lou Jahn Kunnen |               |                     |
| 12 gennaio | Sydney Manly Seaside Championships 1958 Sydney, Australia Erba Singolare - Doppio          | Angela Mortimer 6-3 7-5                                   | Norma Marsh                                |               |                     |
| 12 gennaio | Sydney Manly Seaside Championships 1958 Sydney, Australia Erba Singolare - Doppio          | Mary Bevis-Hawton Thelma Coyne 6-1 6-2                    | N. Ellis Marsh Pat Parmenter7              |               |                     |
| 12 gennaio | Sydney Manly Seaside Championships 1958 Sydney, Australia Erba Singolare - Doppio          | Doppio misto: J May M Bevis Hawton 6-3 6-4                | M Green T Long                             |               |                     |
| 19 gennaio | University of Miami Championships 1958 Coral Gables, USA Terra rossa Singolare - Doppio    | Karol Fageros 6-4 3-6 6-2                                 | Maria Esther Bueno                         |               |                     |
| 19 gennaio | University of Miami Championships 1958 Coral Gables, USA Terra rossa Singolare - Doppio    | Lois Felix Maria Ester Bueno 6-0 6-4                      | Karol Fageros Janet Hopps Adkisson         |               |                     |
| 26 gennaio | German Covered Court Championships 1958 Colonia, Germania Singolare - Doppio               | Anne Shilcock walkover                                    | Edda Buding                                |               |                     |
| 26 gennaio | German Covered Court Championships 1958 Colonia, Germania Singolare - Doppio               |                                                           |                                            |               |                     |
| 26 gennaio | Florida State Championships 1958 Orlando, USA Terra rossa Singolare - Doppio               | Maria Esther Bueno 6-4 6-3                                | Janet Hopps Adkisson                       |               |                     |
| 26 gennaio | Florida State Championships 1958 Orlando, USA Terra rossa Singolare - Doppio               | Maria Ester Bueno Lois Felix 9-7 6-3                      | Janet Hopps Adkisson Laura Lou Jahn Kunnen |               |                     |
| 27 gennaio | Australian Championships 1958 Sydney, Australia Erba Singolare - Doppio                    | Angela Mortimer 6-3 6-4                                   | Lorraine Coghlan Robinson                  |               |                     |
| 27 gennaio | Australian Championships 1958 Sydney, Australia Erba Singolare - Doppio                    | Mary Bevis-Hawton Thelma Coyne 7-5, 6-8, 6-2              | Angela Mortimer Lorraine Coghlan Robinson  |               |                     |

## Febbraio
| Settimana   | Torneo                                                                              | Vincitore                            | Finalista                          | Semifinalisti | Eliminati ai quarti |
| ----------- | ----------------------------------------------------------------------------------- | ------------------------------------ | ---------------------------------- | ------------- | ------------------- |
| 3 febbraio  | Austin Smith Championships 1958 Fort Lauderdale, USA Terra rossa Singolare - Doppio | Maria Esther Bueno 1-6 6-4 6-4       | Janet Hopps Adkisson               |               |                     |
| 3 febbraio  | Austin Smith Championships 1958 Fort Lauderdale, USA Terra rossa Singolare - Doppio | Maria Ester Bueno Lois Felix 6-2 6-1 | Flo Blanchard Janet Hopps Adkisson |               |                     |
| 10 febbraio | Auckland International Wills 1958 Auckland, Nuova Zelanda Singolare - Doppio        | Angela Mortimer 6-2 6-1              | Ruia Morrison-Davy                 |               |                     |
| 10 febbraio | Auckland International Wills 1958 Auckland, Nuova Zelanda Singolare - Doppio        |                                      |                                    |               |                     |
| 16 febbraio | South Florida Championships 1958 West Palm Beach, USA Singolare - Doppio            | Janet Hopps Adkisson 6-3 7-5         | Bueno?                             |               |                     |
| 16 febbraio | South Florida Championships 1958 West Palm Beach, USA Singolare - Doppio            |                                      |                                    |               |                     |
| 18 febbraio | French Covered Court Championships 1958 Parigi, Francia Singolare - Doppio          | Christiane Mercelis 6-3 7-9 8-6      | Pat Ward-Hales                     |               |                     |
| 18 febbraio | French Covered Court Championships 1958 Parigi, Francia Singolare - Doppio          |                                      |                                    |               |                     |
| 23 febbraio | Cozon Cup Indoor Championships 1958 Lione, Francia Singolare - Doppio               | Zsuzsa Körmöczy                      | non conosciuta (bandiera)          |               |                     |
| 23 febbraio | Cozon Cup Indoor Championships 1958 Lione, Francia Singolare - Doppio               |                                      |                                    |               |                     |

## Marzo
| Settimana | Torneo | Vincitore                                              | Finalista                              | Semifinalisti | Eliminati ai quarti |
| --------- | --- | ------------------------------------------------------ | -------------------------------------- | ------------- | ------------------- |
| marzo     | Desert Invitational 1958 Palm Desert, USA Singolare - Doppio                                                     | Beverly Baker-Fleitz                                   | Moore                                  |               |                     |
| marzo     | Desert Invitational 1958 Palm Desert, USA Singolare - Doppio                                                     |                                                        |                                        |               |                     |
| 2 marzo   | Queensland Bay Championships 1958 Redcliffe, Australia Singolare - Doppio                                        | Fay Muller 6-0 6-4                                     | Linde                                  |               |                     |
| 2 marzo   | Queensland Bay Championships 1958 Redcliffe, Australia Singolare - Doppio                                        |                                                        |                                        |               |                     |
| 3 marzo   | Miami Invitational 1958 Miami, USA Singolare - Doppio                                                            | Karol Fageros 6-2 7-5                                  | Davidson                               |               |                     |
| 3 marzo   | Miami Invitational 1958 Miami, USA Singolare - Doppio                                                            |                                                        |                                        |               |                     |
| 3 marzo   | Carlton Club Championships 1958 Nizza, Francia Terra rossa Singolare - Doppio                                    | Jerry Carter 6-1 6-2                                   | Nadine Jansen                          |               |                     |
| 3 marzo   | Carlton Club Championships 1958 Nizza, Francia Terra rossa Singolare - Doppio                                    |                                                        |                                        |               |                     |
| 9 marzo   | Moscow Covered Court Championships 1958 Mosca, URSS Campo indoor Singolare - Doppio                              | Christiane Mercelis 7-5 6-2                            | Suzanne Le Besnerais                   |               |                     |
| 9 marzo   | Moscow Covered Court Championships 1958 Mosca, URSS Campo indoor Singolare - Doppio                              | Suzanne Le Besnerais Josette Billaz 6-4 6-4            | Christiane Mercelis Tamm               |               |                     |
| 10 marzo  | City of Barranquilla Championships 1958 Barranquilla, Colombia Terra rossa Singolare - Doppio                    | Janet Hopps Adkisson 6-3 7-5                           | Maria Esther Bueno                     |               |                     |
| 10 marzo  | City of Barranquilla Championships 1958 Barranquilla, Colombia Terra rossa Singolare - Doppio                    | Karol Fageros Althea Gibson 7-9 6-2 6-2                | Maria Ester Bueno Lois Felix           |               |                     |
| 10 marzo  | City of Barranquilla Championships 1958 Barranquilla, Colombia Terra rossa Singolare - Doppio                    | Doppio misto: Althea Gibson Gardnar Mulloy 2-6 6-4 6-4 | Maria Esther Bueno M. Rose             |               |                     |
| 10 marzo  | Torneo di Beaulieu 1958 Beaulieu-sur-Mer, Francia Terra rossa Singolare - Doppio                                 | Estrella Punete 3-6 6-4 7-5                            | Marie Martin                           |               |                     |
| 10 marzo  | Torneo di Beaulieu 1958 Beaulieu-sur-Mer, Francia Terra rossa Singolare - Doppio                                 |                                                        |                                        |               |                     |
| 10 marzo  | Torneo di Nizza 1958 Nizza, Francia Singolare - Doppio                                                           | Dorothy Knode-Head titolo condiviso                    | non conosciuta (bandiera)              |               |                     |
| 10 marzo  | Torneo di Nizza 1958 Nizza, Francia Singolare - Doppio                                                           |                                                        |                                        |               |                     |
| 16 marzo  | British Covered Court Championships 1958 Londra, Gran Bretagna Campo indoor Singolare - Doppio                   | Anne Shilcock 6-2 6-2                                  | Christine Truman                       |               |                     |
| 16 marzo  | British Covered Court Championships 1958 Londra, Gran Bretagna Campo indoor Singolare - Doppio                   | Anne Shilcock Pat Ward-Hales 6-3 6-2                   | Sheila Armstrong Christine Truman      |               |                     |
| 16 marzo  | British Covered Court Championships 1958 Londra, Gran Bretagna Campo indoor Singolare - Doppio                   | Doppio misto: Pat Ward-Hales Davies                    | Sheila Armstrong Bennett               |               |                     |
| 16 marzo  | Torneo di Wynnum 1958 Wynnum, Australia Singolare - Doppio                                                       | Fay Muller 6-3 6-0                                     | Dawn Duncan                            |               |                     |
| 16 marzo  | Torneo di Wynnum 1958 Wynnum, Australia Singolare - Doppio                                                       |                                                        |                                        |               |                     |
| 16 marzo  | US Indoors 1958 Boston, USA Campo indoor Singolare - Doppio                                                      | Nancy O'Connell 6-8 6-3 6-1                            | Bonnie Mencher                         |               |                     |
| 16 marzo  | US Indoors 1958 Boston, USA Campo indoor Singolare - Doppio                                                      | Carol Hanks-Aucamp Nancy O'Connell 9-7 4-6 6-4         | Kay Kubbell Mildred Thornton           |               |                     |
| 16 marzo  | US Indoors 1958 Boston, USA Campo indoor Singolare - Doppio                                                      | Doppio misto: Mildred Thornton Manchester 6-3 2-6 8-6  | Carol Hanks-Aucamp Chauncey Steele     |               |                     |
| 16 marzo  | Egyptian International Cairo Championships 1958 Il Cairo, Egitto Terra rossa Singolare - Doppio                  | Dorothy Knode-Head 6-1 6-1                             | Colette Holvoet                        |               |                     |
| 16 marzo  | Egyptian International Cairo Championships 1958 Il Cairo, Egitto Terra rossa Singolare - Doppio                  | Dorothy Knode-Head Xenia Vassiliadis 6-2 6-3           | Andrea Eid Colette Holvoet             |               |                     |
| 16 marzo  | Egyptian International Cairo Championships 1958 Il Cairo, Egitto Terra rossa Singolare - Doppio                  | Doppio misto: Dorothy Knode-Head Barry McKay           | Menache Beppe Merlo                    |               |                     |
| 16 marzo  | Torneo di Cap d'Antibes 1958 Cap d'Antibes, Francia Terra rossa Singolare - Doppio                               | Lucia Bassi 6-2 5-7 6-4                                | Marie Martin                           |               |                     |
| 16 marzo  | Torneo di Cap d'Antibes 1958 Cap d'Antibes, Francia Terra rossa Singolare - Doppio                               |                                                        |                                        |               |                     |
| 16 marzo  | Caracas Altamira International 1958 Caracas, Venezuela Cemento Singolare - Doppio                                | Althea Gibson 6-1 4-6 9-7                              | Maria Esther Bueno                     |               |                     |
| 16 marzo  | Caracas Altamira International 1958 Caracas, Venezuela Cemento Singolare - Doppio                                | Karol Fageros Althea Gibson 6-4 6-2                    | Maria Ester Bueno Janet Hopps Adkisson |               |                     |
| 16 marzo  | Tennis Club Flanders Championships 1958 Croix, Francia Terra rossa Singolare - Doppio                            | Florence de la Courtie 6-1 1-6 6-2                     | Ginette Bucaille                       |               |                     |
| 16 marzo  | Tennis Club Flanders Championships 1958 Croix, Francia Terra rossa Singolare - Doppio                            |                                                        |                                        |               |                     |
| 16 marzo  | New South Wales Hard Court Championships 1958 Newcastle, Australia Terra rossa Singolare - Doppio                | Jan Lehane 6-3 9-7                                     | Thelma Coyne                           |               |                     |
| 16 marzo  | New South Wales Hard Court Championships 1958 Newcastle, Australia Terra rossa Singolare - Doppio                | Margaret Hellyer Thelma Coyne 6-0 6-0                  | Lorraine Coghlan Robinson Beth Jones   |               |                     |
| 23 marzo  | Egyptian International Alexandria Championships 1958 Alessandria d'Egitto, Egitto Terra rossa Singolare - Doppio | Dorothy Knode-Head 6-1 6-0                             | Andrea Eid                             |               |                     |
| 23 marzo  | Egyptian International Alexandria Championships 1958 Alessandria d'Egitto, Egitto Terra rossa Singolare - Doppio |                                                        |                                        |               |                     |
| 23 marzo  | Gallia Club Championships 1958 Nizza, Francia Terra rossa Singolare - Doppio                                     | Edda Buding 6-3 6-3                                    | Maria Teresa Riedl                     |               |                     |
| 23 marzo  | Gallia Club Championships 1958 Nizza, Francia Terra rossa Singolare - Doppio                                     | Edda Buding Marta Peterdy-Wolf 6-2 6-3                 | Sheila Armstrong Gloria Butler         |               |                     |
| 23 marzo  | Caribe Hilton Championships 1958 San Juan, Porto Rico Cemento Singolare - Doppio                                 | Beverly Baker-Fleitz 6-4 10-8                          | Althea Gibson                          |               |                     |
| 23 marzo  | Caribe Hilton Championships 1958 San Juan, Porto Rico Cemento Singolare - Doppio                                 | Maria Ester Bueno Althea Gibson 6-1 6-4                | Martha Hernandez Janet Hopps Adkisson  |               |                     |
| 29 marzo  | Australian Hard Court Championships 1958 Brisbane, Australia Terra rossa Singolare - Doppio                      | Lorraine Coghlan Robinson 6-3 6-3                      | Mary Bevis-Hawton                      |               |                     |
| 29 marzo  | Australian Hard Court Championships 1958 Brisbane, Australia Terra rossa Singolare - Doppio                      | Mary Bevis-Hawton Thelma Coyne 7-5 7-5                 | Lorraine Coghlan Robinson Fay Muller   |               |                     |
| 30 marzo  | Riviera Championships 1958 Mentone, Francia Terra rossa Singolare - Doppio                                       | Zsuzsa Körmöczy 6-4 6-1                                | Lucia Bassi                            |               |                     |
| 30 marzo  | Riviera Championships 1958 Mentone, Francia Terra rossa Singolare - Doppio                                       |                                                        |                                        |               |                     |
| 30 marzo  | Riviera Championships 1958 Mentone, Francia Terra rossa Singolare - Doppio                                       | Doppio misto: Rita Drobny Jaroslav Drobný 7-5 6-2      | Zsuzsa Körmöczy István Gulyás          |               |                     |
| 30 marzo  | Caribbean Championships 1958 Montego Bay, Giamaica Erba Singolare - Doppio                                       | Althea Gibson 6-1 6-3                                  | Maria Esther Bueno                     |               |                     |
| 30 marzo  | Caribbean Championships 1958 Montego Bay, Giamaica Erba Singolare - Doppio                                       | Althea Gibson Maria Ester Bueno 6-3 6-4                | Martha Hernandez Janet Hopps Adkisson  |               |                     |

## Aprile
| Settimana | Torneo                                                                                           | Vincitore                                                   | Finalista                                | Semifinalisti | Eliminati ai quarti |
| --------- | ------------------------------------------------------------------------------------------------ | ----------------------------------------------------------- | ---------------------------------------- | ------------- | ------------------- |
| 4 aprile  | South African Championships 1958 Johannesburg, Sudafrica Cemento Singolare - Doppio              | Bernice Carr-Vukovich 3-6 7-5 6-4                           | Heather Brewer-Segal                     |               |                     |
| 4 aprile  | South African Championships 1958 Johannesburg, Sudafrica Cemento Singolare - Doppio              | Sandra Reynolds-Price Renee Schuurman 4-6 8-6 6-3           | Shirley Bloomer-Brasher Louise Brough    |               |                     |
| 4 aprile  | South African Championships 1958 Johannesburg, Sudafrica Cemento Singolare - Doppio              | Doppio misto: Jean Forbes Gordon Forbes 6-2 3-6 6-3         | Thea Hale Bryan Woodroffe                |               |                     |
| 6 aprile  | Good Neighbor Tournament 1958 Miami, USA Terra rossa Singolare - Doppio                          | Maria Esther Bueno 7-5 9-7                                  | Janet Hopps Adkisson                     |               |                     |
| 6 aprile  | Good Neighbor Tournament 1958 Miami, USA Terra rossa Singolare - Doppio                          | Maria Ester Bueno Althea Gibson 6-1 6-4                     | Martha Hernandez Janet Hopps Adkisson    |               |                     |
| 6 aprile  | Monte Carlo Cup 1958 Monte Carlo, Monte Carlo Terra rossa Singolare - Doppio                     | Zsuzsa Körmöczy 6-2 6-3                                     | Mimi Arnold                              |               |                     |
| 6 aprile  | Monte Carlo Cup 1958 Monte Carlo, Monte Carlo Terra rossa Singolare - Doppio                     | Yola Ramírez Rosa Maria Reyes Darmon 6-2 6-2                | Ginete Bucaille Susan Chatrier           |               |                     |
| 7 aprile  | New England Championships 1958 Armidale, Australia Singolare - Doppio                            | Noelene Turner 3-6 6-0 6-1                                  | Sinclair                                 |               |                     |
| 7 aprile  | New England Championships 1958 Armidale, Australia Singolare - Doppio                            |                                                             |                                          |               |                     |
| 7 aprile  | Torneo di Kingaroy 1958 Kingaroy, Australia Singolare - Doppio                                   | Linde 5-7 8-6 6-1                                           | Duncan                                   |               |                     |
| 7 aprile  | Torneo di Kingaroy 1958 Kingaroy, Australia Singolare - Doppio                                   |                                                             |                                          |               |                     |
| 7 aprile  | Surrey Hard Court Championships 1958 Roehampton, Gran Bretagna Terra rossa Singolare - Doppio    | Rosemary Deloford titolo condiviso                          | Christine Truman                         |               |                     |
| 7 aprile  | Surrey Hard Court Championships 1958 Roehampton, Gran Bretagna Terra rossa Singolare - Doppio    |                                                             |                                          |               |                     |
| 7 aprile  | Darling Downs Championships 1958 Toowoomba, Australia Singolare - Doppio                         | Fay Muller 1-6 9-7 6-3                                      | Shirley Lee                              |               |                     |
| 7 aprile  | Darling Downs Championships 1958 Toowoomba, Australia Singolare - Doppio                         |                                                             |                                          |               |                     |
| 8 aprile  | Stockport Championships 1958 Londra, Gran Bretagna Terra rossa Singolare - Doppio                | Angela Buxton                                               | Margaret O'Donnell                       |               |                     |
| 8 aprile  | Stockport Championships 1958 Londra, Gran Bretagna Terra rossa Singolare - Doppio                | Jean Knight Margaret O'Donnell 6-1 6-2                      | Joyce Fulton Lesley Fulton               |               |                     |
| 8 aprile  | Tasmanian Championships 1958 Hobart, Australia Singolare - Doppio                                | Jan Lehane 6-2 7-5                                          | Betty Holstein                           |               |                     |
| 8 aprile  | Tasmanian Championships 1958 Hobart, Australia Singolare - Doppio                                |                                                             |                                          |               |                     |
| 9 aprile  | Tally Ho! 1958 Birmingham, Gran Bretagna Terra rossa Singolare - Doppio                          | Ann Haydon Jones 6-4 6-2                                    | Deidre Catt                              |               |                     |
| 9 aprile  | Tally Ho! 1958 Birmingham, Gran Bretagna Terra rossa Singolare - Doppio                          | Mrs JM Brewer Ann Haydon Jones 6-2 6-2                      | Ruia Morrison-Davy Anne Shilcock         |               |                     |
| 9 aprile  | Tally Ho! 1958 Birmingham, Gran Bretagna Terra rossa Singolare - Doppio                          | Doppio misto: Ann Haydon Jones Davies 9-7 6-0               | Ruia Morrison-Davy Becker                |               |                     |
| 13 aprile | Aix Golden Racquet Tournament 1958 Aix-en-Provence, Francia Terra rossa Singolare - Doppio       | Zsuzsa Körmöczy 6-4 7-5                                     | Yola Ramírez                             |               |                     |
| 13 aprile | Aix Golden Racquet Tournament 1958 Aix-en-Provence, Francia Terra rossa Singolare - Doppio       | Yola Ramírez Rosa Maria Reyes Darmon 8-6 6-3                | Mimi Arnold Marta Peterdy-Wolf           |               |                     |
| 13 aprile | Aix Golden Racquet Tournament 1958 Aix-en-Provence, Francia Terra rossa Singolare - Doppio       | Doppio misto: Mimi Arnold Gardnar Mulloy                    | Gloria Butler Adam Stolpa                |               |                     |
| 13 aprile | Cumberland Hard Court Championships 1958 Hampstead, Gran Bretagna Terra rossa Singolare - Doppio | Christine Truman 6-3 5-7 6-3                                | Sheila Armstrong                         |               |                     |
| 13 aprile | Cumberland Hard Court Championships 1958 Hampstead, Gran Bretagna Terra rossa Singolare - Doppio | Christine Truman Sheila Armstrong 8-6 6-2                   | Shirley Bloomer-Brasher Ann Haydon Jones |               |                     |
| 13 aprile | Cumberland Hard Court Championships 1958 Hampstead, Gran Bretagna Terra rossa Singolare - Doppio | Doppio misto: Sheila Armstrong Bennett 6-3 3-6 6-2          | Pat Hird Newman                          |               |                     |
| 13 aprile | Masters Invitational 1958 Jacksonville, USA Terra rossa Singolare - Doppio                       | Maria Esther Bueno 7-5 6-0                                  | Karol Fageros                            |               |                     |
| 13 aprile | Masters Invitational 1958 Jacksonville, USA Terra rossa Singolare - Doppio                       | Maria Ester Bueno Martha Hernandez 6-1 6-3                  | Karol Fageros Louise Snow Isaacs         |               |                     |
| 13 aprile | Masters Invitational 1958 Jacksonville, USA Terra rossa Singolare - Doppio                       | Doppio misto: Maria Ester Bueno Rose 6-4 2-6 6-1            | Karol Fageros Ayala                      |               |                     |
| 20 aprile | River Oaks International Tennis Tournament 1958 Houston, USA Terra rossa Singolare - Doppio      | Maria Esther Bueno 6-4 6-2                                  | Nancy Richey                             |               |                     |
| 20 aprile | River Oaks International Tennis Tournament 1958 Houston, USA Terra rossa Singolare - Doppio      | Maria Ester Bueno Nancy Penson 6-4 6-2                      | Ruth Latta Marilyn Montgomery            |               |                     |
| 20 aprile | Italian Riviera Championships 1958 Sanremo, Italia Terra rossa Singolare - Doppio                | Heather Brewer-Segal 6-2 6-4                                | Rosa Maria Reyes Darmon                  |               |                     |
| 20 aprile | Italian Riviera Championships 1958 Sanremo, Italia Terra rossa Singolare - Doppio                |                                                             |                                          |               |                     |
| 20 aprile | Italian Riviera Championships 1958 Sanremo, Italia Terra rossa Singolare - Doppio                | Doppio misto: Yola Ramírez Gardnar Mulloy                   | Fay Muller Nicola Pietrangeli            |               |                     |
| 20 aprile | Torneo di Sutton 1958 Sutton, Gran Bretagna Terra rossa Singolare - Doppio                       | Shirley Bloomer-Brasher 6-3 10-8                            | Anne Shilcock                            |               |                     |
| 20 aprile | Torneo di Sutton 1958 Sutton, Gran Bretagna Terra rossa Singolare - Doppio                       | Anne Shilcock Pat Ward-Hales 6-3 6-3                        | Gillian Evans Pat Hird                   |               |                     |
| 20 aprile | Torneo di Sutton 1958 Sutton, Gran Bretagna Terra rossa Singolare - Doppio                       | Doppio misto: Pat Hird Field 6-1 6-3                        | Sonia Cox Bruce Nichols                  |               |                     |
| 20 aprile | Torneo di Cannes 1958 Cannes, Francia Terra rossa Singolare - Doppio                             | Florence de la Courtie 6-3 6-8 8-6                          | Christiane Mercelis                      |               |                     |
| 20 aprile | Torneo di Cannes 1958 Cannes, Francia Terra rossa Singolare - Doppio                             |                                                             |                                          |               |                     |
| 20 aprile | Torneo di Cannes 1958 Cannes, Francia Terra rossa Singolare - Doppio                             | Doppio misto: Christiane Mercelis Paul Remy 7-5 6-1         | Rita Drobny Jaroslav Drobný              |               |                     |
| 20 aprile | Rothmans Connaught Championships 1958 Chingford, Gran Bretagna Terra rossa Singolare - Doppio    | Christine Truman 6-3 8-6                                    | Ann Haydon Jones                         |               |                     |
| 20 aprile | Rothmans Connaught Championships 1958 Chingford, Gran Bretagna Terra rossa Singolare - Doppio    | Sheila Armstrong Christine Truman 6-2 6-3                   | Ruia Morrison-Davy Margaret O'Donnell    |               |                     |
| 20 aprile | Rothmans Connaught Championships 1958 Chingford, Gran Bretagna Terra rossa Singolare - Doppio    | Doppio misto: Sheila Armstrong Pikard                       | Clarke Oaklet                            |               |                     |
| 27 aprile | British Hard Court Championships 1958 Bournemouth, Gran Bretagna Terra rossa Singolare - Doppio  | Shirley Bloomer-Brasher 6-4 6-4                             | Ann Haydon Jones                         |               |                     |
| 27 aprile | British Hard Court Championships 1958 Bournemouth, Gran Bretagna Terra rossa Singolare - Doppio  | Anne Shilcock Pat Ward-Hales 6-2 ritiro                     | Shirley Bloomer-Brasher Ann Haydon Jones |               |                     |
| 27 aprile | British Hard Court Championships 1958 Bournemouth, Gran Bretagna Terra rossa Singolare - Doppio  | Doppio misto: Shirley Bloomer-Brasher Bobby Knight walkover | Ann Haydon Jones Roger Becker            |               |                     |
| 27 aprile | Mediterranean Club Championships 1958 Nizza, Francia Terra rossa Singolare - Doppio              | Louise Snow Isaacs 6-4 6-2                                  | Sandra Hay                               |               |                     |
| 27 aprile | Mediterranean Club Championships 1958 Nizza, Francia Terra rossa Singolare - Doppio              |                                                             |                                          |               |                     |
| 27 aprile | Ojai Intercollegiates Championships 1958 Ojai, USA Cemento Singolare - Doppio                    | Darlene Hardwick                                            | non conosciuta (bandiera)                |               |                     |
| 27 aprile | Ojai Intercollegiates Championships 1958 Ojai, USA Cemento Singolare - Doppio                    |                                                             |                                          |               |                     |
| 27 aprile | Ojai Valley Championships 1958 Ojai, USA Cemento Singolare - Doppio                              | Janet Hopps Adkisson 2-6 6-4 6-0                            | Sally Moore                              |               |                     |
| 27 aprile | Ojai Valley Championships 1958 Ojai, USA Cemento Singolare - Doppio                              | Helene Weil Karen Hantze Susman 6-1 2-6 6-4                 | Janet Hopps Adkisson Sally Moore         |               |                     |
| 27 aprile | Campionati Internazionali di Sicilia 1958 Palermo, Italia Terra rossa Singolare - Doppio         | Heather Brewer-Segal 5-7 6-3 6-2                            | Yola Ramírez                             |               |                     |
| 27 aprile | Campionati Internazionali di Sicilia 1958 Palermo, Italia Terra rossa Singolare - Doppio         |                                                             |                                          |               |                     |
| 27 aprile | Campionati Internazionali di Sicilia 1958 Palermo, Italia Terra rossa Singolare - Doppio         | Doppio misto: Erika Vollmer Giorgio Fachini 3-6 6-2 9-7     | Marie Martin Warren Woodcock             |               |                     |

## Maggio
| Settimana | Torneo                                                                                           | Vincitore                                                 | Finalista                                      | Semifinalisti | Eliminati ai quarti |
| --------- | ------------------------------------------------------------------------------------------------ | --------------------------------------------------------- | ---------------------------------------------- | ------------- | ------------------- |
| 4 maggio  | London Hard Court Championships 1958 Hurlingham, Gran Bretagna Terra rossa Singolare - Doppio    | Shirley Bloomer-Brasher 6-1 6-1                           | Sonia Cox                                      |               |                     |
| 4 maggio  | London Hard Court Championships 1958 Hurlingham, Gran Bretagna Terra rossa Singolare - Doppio    | Wagstaff Wilson 9-7 11-9                                  | Jill Rook Mills Pat Wheeler                    |               |                     |
| 4 maggio  | London Hard Court Championships 1958 Hurlingham, Gran Bretagna Terra rossa Singolare - Doppio    | Doppio misto: Shirley Bloomer-Brasher Tony Pickard        | Sheila Armstrong Bennett                       |               |                     |
| 4 maggio  | Campionato Partenopeo 1958 Napoli, Italia Terra rossa Singolare - Doppio                         | Yola Ramírez 7-5 6-4                                      | Heather Brewer-Segal                           |               |                     |
| 4 maggio  | Campionato Partenopeo 1958 Napoli, Italia Terra rossa Singolare - Doppio                         |                                                           |                                                |               |                     |
| 4 maggio  | Campionato Partenopeo 1958 Napoli, Italia Terra rossa Singolare - Doppio                         | Doppio misto: Fay Muller Nicola Pietrangeli               | Margaret Hellyer Kumar                         |               |                     |
| 4 maggio  | Paris International Championships 1958 Parigi, Francia Terra rossa Singolare - Doppio            | Marta Peterdy-Wolf 8-6 7-5                                | Jacqueline Kermina                             |               |                     |
| 4 maggio  | Paris International Championships 1958 Parigi, Francia Terra rossa Singolare - Doppio            |                                                           |                                                |               |                     |
| 5 maggio  | Torneo di Stoccarda 1958 Stoccarda, Germania Terra rossa Singolare - Doppio                      | Margot Dittmeyer 6-3 9-7                                  | Ruth Kaufmann                                  |               |                     |
| 5 maggio  | Torneo di Stoccarda 1958 Stoccarda, Germania Terra rossa Singolare - Doppio                      |                                                           |                                                |               |                     |
| 6 maggio  | Wide Bay Tennis Championships 1958 Bundaberg, Australia Singolare - Doppio                       | Daphnee Seeney Fancutt 6-3 6-1                            | Linde                                          |               |                     |
| 6 maggio  | Wide Bay Tennis Championships 1958 Bundaberg, Australia Singolare - Doppio                       |                                                           |                                                |               |                     |
| 6 maggio  | Maroochy Tennis Championships 1958 Nambour, Australia Singolare - Doppio                         | Shirley Lee 4-6 6-3 6-1                                   | Joan Gray                                      |               |                     |
| 6 maggio  | Maroochy Tennis Championships 1958 Nambour, Australia Singolare - Doppio                         |                                                           |                                                |               |                     |
| 11 maggio | Southern California Championships 1958 Los Angeles, USA Cemento Singolare - Doppio               | Beverly Baker-Fleitz 7-5 6-4                              | Janet Hopps Adkisson                           |               |                     |
| 11 maggio | Southern California Championships 1958 Los Angeles, USA Cemento Singolare - Doppio               | Janet Hopps Adkisson Sally Moore 6-2 6-4                  | Joan Johnson Shepard                           |               |                     |
| 11 maggio | Internazionali d'Italia 1958 Roma, Italia Terra rossa Singolare - Doppio                         | Maria Esther Bueno 3-6 6-3 6-3                            | Lorraine Coghlan Robinson                      |               |                     |
| 11 maggio | Internazionali d'Italia 1958 Roma, Italia Terra rossa Singolare - Doppio                         | Shirley Bloomer-Brasher Christine Truman 6-3 6-2          | Mary Bevis-Hawton Thelma Coyne                 |               |                     |
| 11 maggio | Internazionali d'Italia 1958 Roma, Italia Terra rossa Singolare - Doppio                         | Doppio misto: Shirley Bloomer Giorgio Fachini 4-6 6-2 9-7 | Thelma Long Luis Ayala                         |               |                     |
| 11 maggio | Shirley Park Hard Court Championships 1958 Croydon, Gran Bretagna Terra rossa Singolare - Doppio | Angela Mortimer 6-1 6-0                                   | Ruia Morrison-Davy                             |               |                     |
| 11 maggio | Shirley Park Hard Court Championships 1958 Croydon, Gran Bretagna Terra rossa Singolare - Doppio | Anne Shilcock Pat Ward-Hales 6-3 2-6 6-0                  | Sheila Armstrong Angela Mortimer               |               |                     |
| 11 maggio | Shirley Park Hard Court Championships 1958 Croydon, Gran Bretagna Terra rossa Singolare - Doppio | Doppio misto: Anne Shilcock Geoffrey Paish 6-4 6-2        | Pat Ward-Hales Tony Pickard                    |               |                     |
| 18 maggio | Torneo Godò 1958 Barcellona, Spagna Terra rossa Singolare - Doppio                               | Lorraine Coghlan Robinson 6-2 6-1                         | Mary Bevis-Hawton                              |               |                     |
| 18 maggio | Torneo Godò 1958 Barcellona, Spagna Terra rossa Singolare - Doppio                               | Mary Bevis-Hawton Thelma Coyne 6-2 6-4                    | Lorraine Coghlan Robinson Maria Teran de Weiss |               |                     |
| 18 maggio | Torneo Godò 1958 Barcellona, Spagna Terra rossa Singolare - Doppio                               | Doppio misto: Long M. Rose                                | Lorraine Coghlan Robinson Warren Woodcock      |               |                     |
| 18 maggio | Granite Belt Championships 1958 Stanthorpe (Australia) Singolare - Doppio                        | Daphnee Seeney Fancutt 2-6 6-3 8-6                        | Linde                                          |               |                     |
| 18 maggio | Granite Belt Championships 1958 Stanthorpe (Australia) Singolare - Doppio                        |                                                           |                                                |               |                     |
| 19 maggio | California State Championships 1958 San Francisco, USA Cemento Singolare - Doppio                | Janet Hopps Adkisson 3-6 6-1 6-1                          | Pat Naud                                       |               |                     |
| 19 maggio | California State Championships 1958 San Francisco, USA Cemento Singolare - Doppio                | Barbara Benigni Janet Hopps Adkisson 6-3 10-8             | Farel Footman Mitchell                         |               |                     |
| 19 maggio | Guildford Hard Court Championships 1958 Guildford, Gran Bretagna Terra rossa Singolare - Doppio  | Pat Nettleton 6-4 5-7 7-5                                 | Ruia Morrison-Davy                             |               |                     |
| 19 maggio | Guildford Hard Court Championships 1958 Guildford, Gran Bretagna Terra rossa Singolare - Doppio  | Sonia Cox Ruia Morrison-Davy 6-4 6-2                      | Norma Marsh Thomas                             |               |                     |
| 19 maggio | Wiesbaden Championships 1958 Wiesbaden, Germania Terra rossa Singolare - Doppio                  | Maria Esther Bueno 3-6 8-6 6-2                            | Renee Schuurman                                |               |                     |
| 19 maggio | Wiesbaden Championships 1958 Wiesbaden, Germania Terra rossa Singolare - Doppio                  |                                                           |                                                |               |                     |
| 28 maggio | West Berlin Championships 1958 Berlino, Germania Terra rossa Singolare - Doppio                  | Edda Buding 6-2 6-0                                       | Lucia Bassi                                    |               |                     |
| 28 maggio | West Berlin Championships 1958 Berlino, Germania Terra rossa Singolare - Doppio                  |                                                           |                                                |               |                     |

## Giugno
| Settimana | Torneo                                                                                            | Vincitore                                                                   | Finalista                              | Semifinalisti | Eliminati ai quarti |
| --------- | ------------------------------------------------------------------------------------------------- | --------------------------------------------------------------------------- | -------------------------------------- | ------------- | ------------------- |
| 1º giugno | Houston Championships 1958 Houston, USA Terra rossa Singolare - Doppio                            | Nancy Richey 6-0 6-0                                                        | Lovie Beard                            |               |                     |
| 1º giugno | Houston Championships 1958 Houston, USA Terra rossa Singolare - Doppio                            | Betty Richey Nancy Richey 6-2 6-3                                           | Crane Roemer                           |               |                     |
| 1º giugno | Houston Championships 1958 Houston, USA Terra rossa Singolare - Doppio                            | Doppio misto: Nancy Richey Foust 8-6 6-0                                    | Mary Kay McFarland Fischer             |               |                     |
| 1º giugno | Internazionali di Francia 1958 Parigi, Francia Terra rossa Singolare - Doppio                     | Zsuzsa Körmöczy 6-4 1-6 6-2                                                 | Shirley Bloomer-Brasher                |               |                     |
| 1º giugno | Internazionali di Francia 1958 Parigi, Francia Terra rossa Singolare - Doppio                     | Rosa Maria Reyes Darmon Yola Ramírez 6-4, 7-5                               | Mary Bevis-Hawton Thelma Coyne         |               |                     |
| 2 giugno  | Brussels Racing Club International 1958 Bruxelles, Belgio Terra rossa Singolare - Doppio          | Dorothy Knode-Head 6-1 6-2                                                  | Christiane Mercelis                    |               |                     |
| 2 giugno  | Brussels Racing Club International 1958 Bruxelles, Belgio Terra rossa Singolare - Doppio          |                                                                             |                                        |               |                     |
| 2 giugno  | Brussels Racing Club International 1958 Bruxelles, Belgio Terra rossa Singolare - Doppio          | Doppio misto: Dorothy Knode-Head Schmidt                                    | Christiane Mercelis Brichant           |               |                     |
| 2 giugno  | Torneo di Cheltenham 958 Cheltenham, Gran Bretagna Erba Singolare - Doppio                        | Angela Mortimer 6-3 6-3                                                     | Ann Haydon Jones                       |               |                     |
| 2 giugno  | Torneo di Cheltenham 958 Cheltenham, Gran Bretagna Erba Singolare - Doppio                        |                                                                             |                                        |               |                     |
| 2 giugno  | Northumberland Championships 1958 Newcastle, Gran Bretagna Erba Singolare - Doppio                | Ruia Morrison-Davy 6-3 5-7 8-6                                              | Isabel Troccole                        |               |                     |
| 2 giugno  | Northumberland Championships 1958 Newcastle, Gran Bretagna Erba Singolare - Doppio                | Sonia Cox Ruia Morrison-Davy 6-2 6-1                                        | Gillian Evans Pat Hird                 |               |                     |
| 2 giugno  | Torneo di Lytham St Annes 1958 Lytham St Annes, Gran Bretagna Singolare - Doppio                  | Kathleen Holt 6-2 6-4                                                       | C. Leather                             |               |                     |
| 2 giugno  | Torneo di Lytham St Annes 1958 Lytham St Annes, Gran Bretagna Singolare - Doppio                  |                                                                             |                                        |               |                     |
| 2 giugno  | Surrey Championships 1958 Surbiton, Gran Bretagna Erba Singolare - Doppio                         | Althea Gibson 6-1 6-0                                                       | Mimi Arnold                            |               |                     |
| 2 giugno  | Surrey Championships 1958 Surbiton, Gran Bretagna Erba Singolare - Doppio                         | Sheila Armstrong Anne Shilcock 6-0 6-0                                      | Jill Rook Mills Caroline Yates-Bell    |               |                     |
| 2 giugno  | Surrey Championships 1958 Surbiton, Gran Bretagna Erba Singolare - Doppio                         | Doppio misto: Ruia Morrison Pimentel 6-2 6-1                                | Durose G. Stewart                      |               |                     |
| 2 giugno  | Torneo di Sutton Coldfield 1958 Sutton, Gran Bretagna Erba Singolare - Doppio                     | Angela Mortimer 6-4 6-0                                                     | Rita Bentley                           |               |                     |
| 2 giugno  | Torneo di Sutton Coldfield 1958 Sutton, Gran Bretagna Erba Singolare - Doppio                     | Rita Bentley Angela Mortimer 8-6 6-0                                        | Rita Bentley Stone                     |               |                     |
| 2 giugno  | Barnes 1958 Lowther, Gran Bretagna Erba Singolare - Doppio                                        | Rosemary Deloford 6-2 2-6 11-9                                              | Norma Marsh                            |               |                     |
| 2 giugno  | Barnes 1958 Lowther, Gran Bretagna Erba Singolare - Doppio                                        | Rosemary Deloford R. Woodgate 6-4 6-4                                       | Mrs. Wilson Caroline Yates-Bell        |               |                     |
| 9 giugno  | Northern Championships 1958 Manchester, Gran Bretagna Erba Singolare - Doppio                     | Althea Gibson 6-1 8-6                                                       | Maria Eshter Bueno                     |               |                     |
| 9 giugno  | Northern Championships 1958 Manchester, Gran Bretagna Erba Singolare - Doppio                     | Mary Bevis-Hawton Thelma Coyne titolo condiviso (sospesa per pioggia)       | Yola Ramírez Rosa Maria Reyes Darmon   |               |                     |
| 9 giugno  | Northern Championships 1958 Manchester, Gran Bretagna Erba Singolare - Doppio                     | Doppio misto: Long R. Krishnan titolo condiviso (sospesa per pioggia)       | Lorraine Coghlan Robinson Bob Howe     |               |                     |
| 9 giugno  | Blue and Gray Invitation 1958 Montgomery, USA Singolare - Doppio                                  | Owen McHaney 8-6 6-4                                                        | Martha Hernández                       |               |                     |
| 9 giugno  | Blue and Gray Invitation 1958 Montgomery, USA Singolare - Doppio                                  | Justina Bricka-Horwitz Carol Hanks-Aucamp 6-4 5-7 6-4                       | Martha Hernandez Marilyn Montgomery    |               |                     |
| 9 giugno  | Blue and Gray Invitation 1958 Montgomery, USA Singolare - Doppio                                  | Doppio misto: Olga Palafox Gustavo Palafox 6-4 6-2                          | Marilyn Montgomery Rex Holmberg        |               |                     |
| 14 giugno | North of England Championships 1958 Scarborough, Gran Bretagna Erba Singolare - Doppio            | Heather Brewer-Segal 6-1 6-4                                                | Mary Bevis-Hawton                      |               |                     |
| 14 giugno | North of England Championships 1958 Scarborough, Gran Bretagna Erba Singolare - Doppio            | Mary Bevis-Hawton Fay Muller 6-2 6-4                                        | Isabel Troccole R. Woodgate            |               |                     |
| 14 giugno | Massachusetts State Championships 1958 Boston, USA Erba Singolare - Doppio                        | Belmar Gunderson                                                            | Midge Buck                             |               |                     |
| 14 giugno | Massachusetts State Championships 1958 Boston, USA Erba Singolare - Doppio                        | Lois Felix Kay Hubbell 7-5 6-2                                              | Belmar Gunderson Jeffrey               |               |                     |
| 15 giugno | West of England Championships 1958 Bristol, Gran Bretagna Erba Singolare - Doppio                 | Maria Esther Bueno 6-0 6-3                                                  | Angela Mortimer                        |               |                     |
| 15 giugno | West of England Championships 1958 Bristol, Gran Bretagna Erba Singolare - Doppio                 | Yola Ramírez Rosa Maria Reyes Darmon 8-6 8-6                                | Lorraine Coghlan Robinson Thelma Coyne |               |                     |
| 15 giugno | West of England Championships 1958 Bristol, Gran Bretagna Erba Singolare - Doppio                 | Doppio misto: Long Ayala 6-1 6-1                                            | Yola Ramírez Tony Pickard              |               |                     |
| 15 giugno | Czechoslovakian International Championships 1958 Praga, Cecoslovacchia Cemento Singolare - Doppio | Vera Sukova Puzejova 6-2 6-3                                                | Volokova                               |               |                     |
| 15 giugno | Czechoslovakian International Championships 1958 Praga, Cecoslovacchia Cemento Singolare - Doppio | Vera Sukova Puzejova Gazdikova 6-0 4-6 6-3                                  | Brabencova Olfa Lendlova               |               |                     |
| 15 giugno | Czechoslovakian International Championships 1958 Praga, Cecoslovacchia Cemento Singolare - Doppio | Doppio misto: Vera Sukova Puzejova Javorsky 6-3 6-2                         | Nicla Migliori Maggi                   |               |                     |
| 15 giugno | Kent Championships 1958 Beckenham, Gran Bretagna Erba Singolare - Doppio                          | Sandra Reynolds-Price 6-4 6-4                                               | Jean Forbes                            |               |                     |
| 15 giugno | Kent Championships 1958 Beckenham, Gran Bretagna Erba Singolare - Doppio                          | Sonia Cox Ruia Morrison-Davy 6-1 6-3                                        | Bernice Carr-Vukovich Jean Forbes      |               |                     |
| 15 giugno | Kent Championships 1958 Beckenham, Gran Bretagna Erba Singolare - Doppio                          | Doppio misto: Jean Forbes Rod Laver                                         | Ruia Morrison-Davy Gerrard             |               |                     |
| 16 giugno | Victorian Hard Court Championships 1958 Melbourne, Australia Singolare - Doppio                   | Beverly Mance Rae 6-3 1-6 6-3                                               | Maureen McCalman Pratt                 |               |                     |
| 16 giugno | Victorian Hard Court Championships 1958 Melbourne, Australia Singolare - Doppio                   |                                                                             |                                        |               |                     |
| 16 giugno | Southern Downs Championships 1958 Warwick, Australia Singolare - Doppio                           | Daphnee Seeney Fancutt 6-3 6-1                                              | R. White                               |               |                     |
| 16 giugno | Southern Downs Championships 1958 Warwick, Australia Singolare - Doppio                           |                                                                             |                                        |               |                     |
| 21 giugno | Queen's Club Championships 1958 Londra, Gran Bretagna Erba Singolare - Doppio                     | Bernice Carr-Vukovich 6-4 5-7 8-6                                           | Margaret Varner Bloss                  |               |                     |
| 21 giugno | Queen's Club Championships 1958 Londra, Gran Bretagna Erba Singolare - Doppio                     | Maria Ester Bueno Althea Gibson 6-2, titolo condiviso (sospesa per pioggia) | Mary Bevis-Hawton Thelma Coyne         |               |                     |
| 22 giugno | Southern Championships 1958 Little Rock, USA Cemento Singolare - Doppio                           | Owen McHaney 2-6 6-0 6-2                                                    | Martha Hernández                       |               |                     |
| 22 giugno | Southern Championships 1958 Little Rock, USA Cemento Singolare - Doppio                           | Martha Hernandez Marilyn Montgomery 6-0 6-3                                 | Owen McHaney Doris Popple              |               |                     |
| 22 giugno | Southern Championships 1958 Little Rock, USA Cemento Singolare - Doppio                           | Doppio misto: Olga Palafox Gustavo Palafox                                  | Martha Hernandez Ochoa                 |               |                     |
| 22 giugno | Torneo di Cooroy Noosa 1958 Cooroy Noosa, Australia Singolare - Doppio                            | Daphnee Seeney Fancutt 6-3 6-1                                              | Linde                                  |               |                     |
| 22 giugno | Torneo di Cooroy Noosa 1958 Cooroy Noosa, Australia Singolare - Doppio                            |                                                                             |                                        |               |                     |
| 29 giugno | Tennessee Valley Championships 1958 Chattanooga, USA Singolare - Doppio                           | Martha Hernández 6-2 6-4                                                    | Carol Hanks-Aucamp                     |               |                     |
| 29 giugno | Tennessee Valley Championships 1958 Chattanooga, USA Singolare - Doppio                           | Martha Hernandez Marilyn Montgomery 6-4 6-3                                 | Loubat Sara Mae Turber                 |               |                     |
| 29 giugno | Missouri Valley Championships 1958 Kansas City, USA Singolare - Doppio                            | Lucille Davidson 6-4 6-2                                                    | Baby Vivanco                           |               |                     |
| 29 giugno | Missouri Valley Championships 1958 Kansas City, USA Singolare - Doppio                            | Lucille Davidson Nora Prosser 6-4 6-4                                       | Baby Vivanco Mendoza                   |               |                     |
| 29 giugno | Missouri Valley Championships 1958 Kansas City, USA Singolare - Doppio                            | Doppio misto: Lucille Davidson Leonard Prosser 6-3 11-9                     | Jane Ellington Arnold Short            |               |                     |
| 29 giugno | New York State Womens Championships 1958 Mamaroneck, USA Singolare - Doppio                       | Wright P 5-7 6-2 6-2                                                        | Stewart                                |               |                     |
| 29 giugno | New York State Womens Championships 1958 Mamaroneck, USA Singolare - Doppio                       |                                                                             |                                        |               |                     |

## Luglio
| Settimana | Torneo                                                                                            | Vincitore                                             | Finalista                                | Semifinalisti | Eliminati ai quarti |
| --------- | ------------------------------------------------------------------------------------------------- | ----------------------------------------------------- | ---------------------------------------- | ------------- | ------------------- |
| 5 luglio  | Torneo di Wimbledon 1958 Londra, Gran Bretagna Erba Singolare - Doppio                            | Althea Gibson 8-6 6-2                                 | Angela Mortimer                          |               |                     |
| 5 luglio  | Torneo di Wimbledon 1958 Londra, Gran Bretagna Erba Singolare - Doppio                            | Maria Ester Bueno Althea Gibson 6-3, 7-5              | Margaret Osborne Margaret Varner Bloss   |               |                     |
| 6 luglio  | Tri-State Championships 1958 Cincinnati, USA Terra rossa Singolare - Doppio                       | Gwen Thomas 6-1 6-2                                   | Martha Hernández                         |               |                     |
| 6 luglio  | Tri-State Championships 1958 Cincinnati, USA Terra rossa Singolare - Doppio                       | Martha Hernandez Marilyn Montgomery 6-3 5-7 6-0       | Sara Mae Turber Gwen Thomas              |               |                     |
| 6 luglio  | Torneo di Caboolture 1958 Caboolture, Australia Singolare - Doppio                                | Daphnee Seeney Fancutt 6-2 6-0                        | non conosciuta (bandiera)                |               |                     |
| 6 luglio  | Torneo di Caboolture 1958 Caboolture, Australia Singolare - Doppio                                |                                                       |                                          |               |                     |
| 12 luglio | East of England Championships 1958 Felixstowe, Gran Bretagna Erba Singolare - Doppio              | A.B. Hardwick 6-3 6-4                                 | Pia Balling                              |               |                     |
| 12 luglio | East of England Championships 1958 Felixstowe, Gran Bretagna Erba Singolare - Doppio              |                                                       |                                          |               |                     |
| 12 luglio | Nottinghamshire Championships 958 Nottingham, Gran Bretagna Terra rossa Singolare - Doppio        | Ruia Morrison-Davy 6-2 7-5                            | Louise Snow Isaacs                       |               |                     |
| 12 luglio | Nottinghamshire Championships 958 Nottingham, Gran Bretagna Terra rossa Singolare - Doppio        | Gillian Evans Pat Hird 6-1 7-5                        | Sonia Cox Ruia Morrison-Davy             |               |                     |
| 12 luglio | Nottinghamshire Championships 958 Nottingham, Gran Bretagna Terra rossa Singolare - Doppio        | Doppio misto: Gillian Evans Lal 1-6 6-4 7-5           | Louise Snow Isaacs                       |               |                     |
| 12 luglio | Durham Championships 1958 Sunderland, Gran Bretagna Erba Singolare - Doppio                       | Ann Haydon Jones 6-0 6-0                              | H. Clarke                                |               |                     |
| 12 luglio | Durham Championships 1958 Sunderland, Gran Bretagna Erba Singolare - Doppio                       | Ellis Ann Haydon Jones 6-3 11-9                       | Clarke Leather                           |               |                     |
| 13 luglio | Beerschot International 1958 Anversa, Belgio Singolare - Doppio                                   | Yola Ramírez 6-2 6-0                                  | non conosciuta (bandiera)                |               |                     |
| 13 luglio | Beerschot International 1958 Anversa, Belgio Singolare - Doppio                                   | Lorraine Coghlan Robinson Thelma Coyne 3-6 6-3 8-6    | Yola Ramírez Rosa Maria Reyes Darmon     |               |                     |
| 13 luglio | Swedish International Hard Court Championships 1958 Båstad, Svezia Terra rossa Singolare - Doppio | Heather Brewer-Segal 2-6 6-0 6-0                      | Karol Fageros                            |               |                     |
| 13 luglio | Swedish International Hard Court Championships 1958 Båstad, Svezia Terra rossa Singolare - Doppio |                                                       |                                          |               |                     |
| 13 luglio | Swedish International Hard Court Championships 1958 Båstad, Svezia Terra rossa Singolare - Doppio | Doppio misto: Karol Fageros Pat Stewart 7-9 6-1 6-4   | Pat Ward-Hales Mario Llamas              |               |                     |
| 13 luglio | Irish Championships 1958 Dublino, Irlanda Erba Singolare - Doppio                                 | Dorothy Knode-Head 4-6 7-5 7-5                        | Shirley Bloomer-Brasher                  |               |                     |
| 13 luglio | Irish Championships 1958 Dublino, Irlanda Erba Singolare - Doppio                                 | Dorothy Knode-Head Sally Moore 6-2 6-2                | Shirley Bloomer-Brasher Heather Bretland |               |                     |
| 13 luglio | Western Championships 1958 Indianapolis, USA Terra rossa Singolare - Doppio                       | Susan Hodgeman 6-3 6-0                                | Marilyn Montgomery                       |               |                     |
| 13 luglio | Western Championships 1958 Indianapolis, USA Terra rossa Singolare - Doppio                       | Marilyn Montgomery Martha Hernandez 6-0 6-2           | Leslie Ann Sparling Baby Vivanco         |               |                     |
| 13 luglio | La Jolla Championships 1958 La Jolla, USA Cemento Singolare - Doppio                              | Dorothy Bundy Cheney 6-4 6-2                          | Mary Arnold Prentiss                     |               |                     |
| 13 luglio | La Jolla Championships 1958 La Jolla, USA Cemento Singolare - Doppio                              | Dorothy Bundy Cheney Helen McDowell 6-0 8-6           | Struthers Bart                           |               |                     |
| 14 luglio | Polish Championships 1958 Poznań, Polonia Singolare - Doppio                                      | Jadwiga Jędrzejowska                                  | Filipkowna                               |               |                     |
| 14 luglio | Polish Championships 1958 Poznań, Polonia Singolare - Doppio                                      |                                                       |                                          |               |                     |
| 19 luglio | North of England Championships 1958 Hoylake, Gran Bretagna Erba Singolare - Doppio                | Margaret O'Donnell 6-1 6-3                            | Sonia Cox                                |               |                     |
| 19 luglio | North of England Championships 1958 Hoylake, Gran Bretagna Erba Singolare - Doppio                | Sonia Cox Joan Curry 8-6 6-3                          | Margaret O'Donnell Gladstone             |               |                     |
| 20 luglio | US Clay Court Championships 1958 Illinois, USA Terra rossa Singolare - Doppio                     | Dorothy Knode-Head 6-3 6-8 6-2                        | Karol Fageros                            |               |                     |
| 20 luglio | US Clay Court Championships 1958 Illinois, USA Terra rossa Singolare - Doppio                     | Dorothy Knode-Head Karol Fageros 2-6 6-5 ritiro       | Martha Hernandez Marilyn Montgomery      |               |                     |
| 20 luglio | South Queensland Championships 1958 Ipswich, Australia Singolare - Doppio                         | Daphnee Seeney Fancutt 6-1 6-1                        | Gray                                     |               |                     |
| 20 luglio | South Queensland Championships 1958 Ipswich, Australia Singolare - Doppio                         |                                                       |                                          |               |                     |
| 20 luglio | Welsh Championships 1958 Newport, Gran Bretagna Erba Singolare - Doppio                           | Angela Mortimer 6-2 6-2                               | Ann Haydon Jones                         |               |                     |
| 20 luglio | Welsh Championships 1958 Newport, Gran Bretagna Erba Singolare - Doppio                           | Angela Mortimer Ann Haydon Jones 6-2 6-1              | Sheila Armstrong Rita Bentley            |               |                     |
| 20 luglio | Welsh Championships 1958 Newport, Gran Bretagna Erba Singolare - Doppio                           | Doppio misto: Jill Rook Mills Mills 6-1 6-1           | Ann Haydon Jones Roger Becker            |               |                     |
| 20 luglio | Middle States Championships 1958 Filadelfia, USA Erba Singolare - Doppio                          | Margaret Osborne 6-2 6-4                              | Gwen Thomas                              |               |                     |
| 20 luglio | Middle States Championships 1958 Filadelfia, USA Erba Singolare - Doppio                          | Margaret Osborne Margaret Varner Bloss 8-6 6-2        | Jeanne Arth Weill                        |               |                     |
| 20 luglio | Torneo di Travemünde 1958 Travemünde, Germania Singolare - Doppio                                 | Erika Vollmer 6-2 7-5                                 | Karin Warnke                             |               |                     |
| 20 luglio | Torneo di Travemünde 1958 Travemünde, Germania Singolare - Doppio                                 |                                                       |                                          |               |                     |
| 20 luglio | Hungarian International Championships 1958 Budapest, Ungheria Singolare - Doppio                  | Zsuzsa Körmöczy 6-3 6-3                               | Vera Sukova Puzejova                     |               |                     |
| 20 luglio | Hungarian International Championships 1958 Budapest, Ungheria Singolare - Doppio                  |                                                       |                                          |               |                     |
| 20 luglio | Essex Championships 1958 Frinton, Gran Bretagna Erba Singolare - Doppio                           | Christine Truman 6-3 7-5                              | Anne Shilcock                            |               |                     |
| 20 luglio | Essex Championships 1958 Frinton, Gran Bretagna Erba Singolare - Doppio                           | Christine Truman Anne Shilcock 6-4 6-2                | Jean Bostock Louise Snow Isaacs          |               |                     |
| 20 luglio | Essex Championships 1958 Frinton, Gran Bretagna Erba Singolare - Doppio                           | Doppio misto: Anne Shilcock Stewart 6-4 6-4           | Louise Snow Isaacs Hearden               |               |                     |
| 27 luglio | Swiss International Championships 1958 Gstaad, Svizzera Terra rossa Singolare - Doppio            | Lorraine Coghlan Robinson 3-6 6-2 6-0                 | Yola Ramírez                             |               |                     |
| 27 luglio | Swiss International Championships 1958 Gstaad, Svizzera Terra rossa Singolare - Doppio            | Yola Ramírez Rosa Maria Reyes Darmon 9-7 6-4          | Mary Bevis-Hawton Thelma Coyne           |               |                     |
| 27 luglio | Swiss International Championships 1958 Gstaad, Svizzera Terra rossa Singolare - Doppio            | Doppio misto: Rosa Maria Reyes Darmon Stewart 6-2 6-3 | Yola Ramírez Nicola Pietrangeli          |               |                     |
| 27 luglio | Pennsylvania Lawn Tennis Championship 1958 Haverford, USA Erba Singolare - Doppio                 | Althea Gibson 7-5 2-6 6-4                             | Sally Moore                              |               |                     |
| 27 luglio | Pennsylvania Lawn Tennis Championship 1958 Haverford, USA Erba Singolare - Doppio                 | Karol Fageros Althea Gibson 6-3 6-2                   | Margaret Osborne Margaret Varner Bloss   |               |                     |
| 27 luglio | Washington State Championships 1958 Seattle, USA Singolare - Doppio                               | Janet Hopps Adkisson 6-3 6-3                          | Barbara Browning                         |               |                     |
| 27 luglio | Washington State Championships 1958 Seattle, USA Singolare - Doppio                               |                                                       |                                          |               |                     |

## Agosto
| Settimana | Torneo                                                                                     | Vincitore                                                         | Finalista                              | Semifinalisti | Eliminati ai quarti |
| --------- | ------------------------------------------------------------------------------------------ | ----------------------------------------------------------------- | -------------------------------------- | ------------- | ------------------- |
| 2 agosto  | Philadelphia Womens Grass Court Championships 1958 Filadelfia, USA Erba Singolare - Doppio | Gwen Thomas 1-6 6-1 6-4                                           | Margaret Varner Bloss                  |               |                     |
| 2 agosto  | Philadelphia Womens Grass Court Championships 1958 Filadelfia, USA Erba Singolare - Doppio | Donna Floyd-Fales Gwen Thomas 5-7 6-2 6-0                         | Susan Hodgeman Nancy O'Connell         |               |                     |
| 2 agosto  | Canadian Championships 1958 Vancouver, Canada Erba Singolare - Doppio                      | Eleanor Dodge 6-3 6-4                                             | Barbara Browning                       |               |                     |
| 2 agosto  | Canadian Championships 1958 Vancouver, Canada Erba Singolare - Doppio                      | Barbara Browning Pam Davis 6-8 6-3 7-5                            | Louise Brown Hilde Doleschell          |               |                     |
| 3 agosto  | Malaysian Championships 1958 Kuala Lumpur, Malaysia Singolare - Doppio                     | Mrs. H. Stirling                                                  | Mrs. L.Y. Lan                          |               |                     |
| 3 agosto  | Malaysian Championships 1958 Kuala Lumpur, Malaysia Singolare - Doppio                     | Shepperd Mrs. H. Stirling 6-3 6-2                                 | Ault Francis                           |               |                     |
| 3 agosto  | Malaysian Championships 1958 Kuala Lumpur, Malaysia Singolare - Doppio                     | Doppio misto: Young Deyro 6-1 6-2                                 | Stirling Frith                         |               |                     |
| 3 agosto  | Cologne International 1958 Colonia, Germania Terra rossa Singolare - Doppio                | Ilse Buding 2-6 6-1 8-6                                           | Edda Buding                            |               |                     |
| 3 agosto  | Cologne International 1958 Colonia, Germania Terra rossa Singolare - Doppio                | Fay Muller Karin Warnke 7-5 6-3                                   | Ilse Buding Edda Buding                |               |                     |
| 3 agosto  | Colorado State Championships 1958 Denver, USA Cemento Singolare - Doppio                   | Dorothy Knode-Head 6-2 4-1 ritiro                                 | Doris Popple                           |               |                     |
| 3 agosto  | Colorado State Championships 1958 Denver, USA Cemento Singolare - Doppio                   |                                                                   |                                        |               |                     |
| 9 agosto  | White City Invitational 1958 Sydney, Australia Singolare - Doppio                          | Mary Carter-Reitano 0-6 6-2 6-4                                   | Jill Lehane                            |               |                     |
| 9 agosto  | White City Invitational 1958 Sydney, Australia Singolare - Doppio                          |                                                                   |                                        |               |                     |
| 10 agosto | German Championships 1958 Amburgo, Germania Terra rossa Singolare - Doppio                 | Lorraine Coghlan Robinson 6-4 7-5                                 | Shirley Bloomer-Brasher                |               |                     |
| 10 agosto | German Championships 1958 Amburgo, Germania Terra rossa Singolare - Doppio                 | Mary Bevis-Hawton Thelma Coyne 6-1 6-4                            | Ilse Buding Edda Buding                |               |                     |
| 10 agosto | German Championships 1958 Amburgo, Germania Terra rossa Singolare - Doppio                 | Doppio misto: Yola Ramírez Jancso 8-6 6-4                         | Long Ayala                             |               |                     |
| 10 agosto | Eastern Grass Court Championships 1958 Orange, USA Erba Singolare - Doppio                 | Althea Gibson 9-7 6-2                                             | Sally Moore                            |               |                     |
| 10 agosto | Eastern Grass Court Championships 1958 Orange, USA Erba Singolare - Doppio                 | Althea Gibson Sally Moore 6-2 6-1                                 | Karol Fageros Dorothy Knode-Head       |               |                     |
| 17 agosto | Torneo di Berlino 1958 Berlino, Germania Singolare - Doppio                                | Fay Muller 6-2 6-2                                                | Lucia Bassi                            |               |                     |
| 17 agosto | Torneo di Berlino 1958 Berlino, Germania Singolare - Doppio                                |                                                                   |                                        |               |                     |
| 17 agosto | Torneo di Cranleigh 958 Cranleigh, Gran Bretagna Singolare - Doppio                        | Jill Rook Mills 1-6 6-4 6-0                                       | J.M. Young                             |               |                     |
| 17 agosto | Torneo di Cranleigh 958 Cranleigh, Gran Bretagna Singolare - Doppio                        |                                                                   |                                        |               |                     |
| 17 agosto | Essex County Chapionships 1958 Manchester, USA Erba Singolare - Doppio                     | Dorothy Knode-Head 6-3 6-0                                        | Mary Ann Mitchell                      |               |                     |
| 17 agosto | Essex County Chapionships 1958 Manchester, USA Erba Singolare - Doppio                     | Ann Haydon Jones Christine Truman 3-6 6-1 10-8                    | Margaret Osborne Margaret Varner Bloss |               |                     |
| 17 agosto | Torneo di Knokke-le-Zoute 1958 Knokke-Le Zoute, Belgio Terra rossa Singolare - Doppio      | Shirley Bloomer-Brasher 6-4 6-2                                   | Pat Ward-Hales                         |               |                     |
| 17 agosto | Torneo di Knokke-le-Zoute 1958 Knokke-Le Zoute, Belgio Terra rossa Singolare - Doppio      |                                                                   |                                        |               |                     |
| 17 agosto | Bavarian Championships 1958 Monaco di Baviera, Germania Terra rossa Singolare - Doppio     | Angela Mortimer 3-6 6-4 6-1                                       | Yola Ramírez                           |               |                     |
| 17 agosto | Bavarian Championships 1958 Monaco di Baviera, Germania Terra rossa Singolare - Doppio     | Yola Ramírez Rosa Maria Reyes Darmon 6-3 6-1                      | Angela Mortimer Maria Chiara Ramorino  |               |                     |
| 17 agosto | Bavarian Championships 1958 Monaco di Baviera, Germania Terra rossa Singolare - Doppio     | Doppio misto: Angela Mortimer Haillet 6-3 6-3                     | Maria Chiara Ramorino Giuseppe Merlo   |               |                     |
| 17 agosto | St Moritz Palace Hotel 1958 Sankt Moritz, Svizzera Terra rossa Singolare - Doppio          | Margaret Hellyer 6-3 6-4                                          | Marta Peterdy-Wolf                     |               |                     |
| 17 agosto | St Moritz Palace Hotel 1958 Sankt Moritz, Svizzera Terra rossa Singolare - Doppio          |                                                                   |                                        |               |                     |
| 23 agosto | Torneo di Exmouth 1958 Exmouth, Gran Bretagna Singolare - Doppio                           | Deidre Catt 7-5 1-6 6-2                                           | Cox                                    |               |                     |
| 23 agosto | Torneo di Exmouth 1958 Exmouth, Gran Bretagna Singolare - Doppio                           |                                                                   |                                        |               |                     |
| 23 agosto | Istanbul International Championships 1958 Istanbul, Turchia Singolare - Doppio             | Lea Pericoli 6-2 4-6 6-3                                          | Shirley Bloomer-Brasher                |               |                     |
| 23 agosto | Istanbul International Championships 1958 Istanbul, Turchia Singolare - Doppio             |                                                                   |                                        |               |                     |
| 23 agosto | Istanbul International Championships 1958 Istanbul, Turchia Singolare - Doppio             | Doppio misto: Shirley Bloomer-Brasher Nicola Pietrangeli 11-9 8-6 | Aline Nenot Darmon                     |               |                     |
| 23 agosto | Alpenland Championships 1958 Kitzbühel, Austria Terra rossa Singolare - Doppio             | Angela Mortimer 6-0 5-7 10-8                                      | Rosa Maria Reyes Darmon                |               |                     |
| 23 agosto | Alpenland Championships 1958 Kitzbühel, Austria Terra rossa Singolare - Doppio             | Yola Ramírez Rosa Maria Reyes Darmon 6-0 6-2                      | Angela Mortimer Sonja Pachta           |               |                     |
| 23 agosto | Alpenland Championships 1958 Kitzbühel, Austria Terra rossa Singolare - Doppio             | Doppio misto: Yola Ramírez Brichant                               | Rosa Maria Reyes Darmon Stewart        |               |                     |
| 26 agosto | St Moritz Palace Hotel 2 1958 Sankt Moritz, Svizzera Terra rossa Singolare - Doppio        | Margaret Hellyer 6-4 7-5                                          | Pat Ward-Hales                         |               |                     |
| 26 agosto | St Moritz Palace Hotel 2 1958 Sankt Moritz, Svizzera Terra rossa Singolare - Doppio        |                                                                   |                                        |               |                     |
| 26 agosto | St Moritz Palace Hotel 2 1958 Sankt Moritz, Svizzera Terra rossa Singolare - Doppio        | Doppio misto: Pat Ward-Hales Nicholls                             | Margaret Hellyer Rafael Osuna          |               |                     |
| 28 agosto | St Moritz Suvretta 1958 Sankt Moritz, Svizzera Terra rossa Singolare - Doppio              | Marta Peterdy-Wolf 6-4 4-6 8-6                                    | Margaret Hellyer                       |               |                     |
| 28 agosto | St Moritz Suvretta 1958 Sankt Moritz, Svizzera Terra rossa Singolare - Doppio              |                                                                   |                                        |               |                     |
| 28 agosto | St Moritz Suvretta 1958 Sankt Moritz, Svizzera Terra rossa Singolare - Doppio              | Doppio misto: Margaret Hellyer Rafael Osuna 6-4 5-7 6-2           | Pat Ward-Hales Nicholls                |               |                     |

## Settembre
| Settimana    | Torneo                                                                                             | Vincitore                                                            | Finalista                                       | Semifinalisti | Eliminati ai quarti |
| ------------ | -------------------------------------------------------------------------------------------------- | -------------------------------------------------------------------- | ----------------------------------------------- | ------------- | ------------------- |
| 1º settembre | Greek Championships 1958 Atene, Grecia Terra rossa Singolare - Doppio                              | Shirley Bloomer-Brasher 4-6 6-4 6-4                                  | Lea Pericoli                                    |               |                     |
| 1º settembre | Greek Championships 1958 Atene, Grecia Terra rossa Singolare - Doppio                              |                                                                      |                                                 |               |                     |
| 1º settembre | Greek Championships 1958 Atene, Grecia Terra rossa Singolare - Doppio                              | Doppio misto: Shirley Bloomer-Brasher Nicola Pietrangeli 6-2 3-6 6-3 | Renate Ostermann Wilhelm Bungert                |               |                     |
| 1º settembre | Austrian International Championships 1958 Pörtschach am Wörther See, Austria Singolare - Doppio    | Angela Mortimer 6-2 6-3                                              | Rosa Maria Reyes Darmon                         |               |                     |
| 1º settembre | Austrian International Championships 1958 Pörtschach am Wörther See, Austria Singolare - Doppio    | Yola Ramírez Rosa Maria Reyes Darmon 6-1 8-10 7-5                    | Angela Mortimer Sonja Pachta                    |               |                     |
| 1º settembre | Austrian International Championships 1958 Pörtschach am Wörther See, Austria Singolare - Doppio    | Doppio misto: Rosa Maria Reyes Darmon Ladislav Legenstein            | Angela Mortimer Becker                          |               |                     |
| 1º settembre | Sydney Metropolitan Hard Court Championships 1958 Sydney, Australia Terra rossa Singolare - Doppio | Jan Lehane 6-1 6-1                                                   | Noelene Turner                                  |               |                     |
| 1º settembre | Sydney Metropolitan Hard Court Championships 1958 Sydney, Australia Terra rossa Singolare - Doppio | M. Ferguson Jan Lehane 7-5 6-0                                       | Dent Muncaster                                  |               |                     |
| 1º settembre | Sydney Metropolitan Hard Court Championships 1958 Sydney, Australia Terra rossa Singolare - Doppio | Doppio misto: Jan Lehane Graham Lovett 6-1 6-1                       | Muncaster Trevor Millican                       |               |                     |
| 1º settembre | Torneo di Budleigh Salterton 1958 Londra, Gran Bretagna Erba Singolare - Doppio                    | Jill Rook Mills 7-5 6-2                                              | Margaret Grace                                  |               |                     |
| 1º settembre | Torneo di Budleigh Salterton 1958 Londra, Gran Bretagna Erba Singolare - Doppio                    | Jill Rook Mills Caroline Yates-Bell                                  | Sonia Cox Margaret O'Donnell                    |               |                     |
| 8 settembre  | Torneo di Baden-Baden 1958 Baden Baden, Germania Terra rossa Singolare - Doppio                    | Angela Mortimer 5-7 6-3 8-6                                          | Edda Buding                                     |               |                     |
| 8 settembre  | Torneo di Baden-Baden 1958 Baden Baden, Germania Terra rossa Singolare - Doppio                    | Edda Buding Ilse Buding 7-5 6-4                                      | Angela Mortimer Pat Ward-Hales                  |               |                     |
| 8 settembre  | Torneo di Baden-Baden 1958 Baden Baden, Germania Terra rossa Singolare - Doppio                    | Doppio misto: Pat Ward-Hales Sven Davidson                           | Erika Vollmer Andrés Gimeno                     |               |                     |
| 8 settembre  | U.S. National Championships 1958 New York, USA Erba Singolare - Doppio                             | Althea Gibson 3-6 6-1 6-2                                            | Darlene Hard                                    |               |                     |
| 8 settembre  | U.S. National Championships 1958 New York, USA Erba Singolare - Doppio                             | Jeanne Arth Darlene Hard 2-6, 6-3, 6-4                               | Maria Ester Bueno Althea Gibson                 |               |                     |
| 14 settembre | South of England Championships 1958 Eastbourne, Gran Bretagna Erba Singolare - Doppio              | Anne Shilcock 6-0 6-0                                                | S.E. Waters                                     |               |                     |
| 14 settembre | South of England Championships 1958 Eastbourne, Gran Bretagna Erba Singolare - Doppio              | Sonia Cox Anne Shilcock 6-0 8-6                                      | Deidre Catt Jenny Trewby                        |               |                     |
| 14 settembre | South of England Championships 1958 Eastbourne, Gran Bretagna Erba Singolare - Doppio              | Doppio misto: Anne Shilcock Gerald Oakley 6-4 6-4                    | Jill Rook Mills Mills                           |               |                     |
| 14 settembre | O'Keefe International 1958 Toronto, Canada Terra rossa Singolare - Doppio                          | Dorothy Knode-Head 1-6 6-2 6-4                                       | Thelma Coyne                                    |               |                     |
| 14 settembre | O'Keefe International 1958 Toronto, Canada Terra rossa Singolare - Doppio                          | Thelma Coyne Mary Bevis-Hawton 6-4 6-4                               | Maria Ester Bueno Martha Hernandez              |               |                     |
| 20 settembre | Southern Transvaal Championships 1958 Johannesburg, Sudafrica Cemento Singolare - Doppio           | Bernice Carr-Vukovich 6-3 6-1                                        | Estelle van Tonder-Dellar                       |               |                     |
| 20 settembre | Southern Transvaal Championships 1958 Johannesburg, Sudafrica Cemento Singolare - Doppio           | Beryl Bartlett Scott 6-2 6-3                                         | Bernice Carr-Vukovich Estelle van Tonder-Dellar |               |                     |
| 20 settembre | Southern Transvaal Championships 1958 Johannesburg, Sudafrica Cemento Singolare - Doppio           | Doppio misto: Jean Forbes Abe Forbes                                 | Bernice Carr-Vukovich Koenig                    |               |                     |
| 21 settembre | Pacific Southwest Championships 1958 Los Angeles, USA Cemento Singolare - Doppio                   | Darlene Hard 6-3 9-7                                                 | Beverly Baker-Fleitz                            |               |                     |
| 21 settembre | Pacific Southwest Championships 1958 Los Angeles, USA Cemento Singolare - Doppio                   | Maria Ester Bueno Darlene Hard 6-2 6-1                               | Mary Bevis-Hawton Thelma Coyne                  |               |                     |
| 28 settembre | Pacific Coast Championships 1958 Berkeley, USA Cemento Singolare - Doppio                          | Christine Truman 6-2 6-4                                             | Darlene Hard                                    |               |                     |
| 28 settembre | Pacific Coast Championships 1958 Berkeley, USA Cemento Singolare - Doppio                          | Maria Ester Bueno Darlene Hard 6-2 6-2                               | Thelma Coyne Christine Truman                   |               |                     |
| 28 settembre | Pacific Coast Championships 1958 Berkeley, USA Cemento Singolare - Doppio                          | Doppio misto: Darlene Hard Stewart                                   | Christine Truman Eduardo Soriano                |               |                     |
| 28 settembre | Coupe Porée 1958 Parigi, Francia Indoor Singolare - Doppio                                         | Aline Nenot 6-4 5-7 6-0                                              | Marie Martin                                    |               |                     |
| 28 settembre | Coupe Porée 1958 Parigi, Francia Indoor Singolare - Doppio                                         | Margaret Hellyer Fay Muller 6-3 13-11                                | Paule Courteix Jacqueline Rees-Lewis Vives      |               |                     |
| 28 settembre | Coupe Porée 1958 Parigi, Francia Indoor Singolare - Doppio                                         | Doppio misto: Fay Muller Jansco                                      | Florence de la Courtie Christian Viron          |               |                     |

## Ottobre
| Settimana  | Torneo                                                                                                  | Vincitore                                     | Finalista                     | Semifinalisti | Eliminati ai quarti |
| ---------- | --- | --------------------------------------------- | ----------------------------- | ------------- | ------------------- |
| 5 ottobre  | Glen Iris Invitational 1958 Melbourne, Australia Singolare - Doppio                                     | Eva Duldig 1-6 13-11 6-3                      | Margot Rayson                 |               |                     |
| 5 ottobre  | Glen Iris Invitational 1958 Melbourne, Australia Singolare - Doppio                                     |                                               |                               |               |                     |
| 5 ottobre  | Riverside Press-Enterprise Championships 1958 Riverside, USA Cemento Singolare - Doppio                 | Karen Hantze Susman 6-2 6-1                   | Dorothy Bundy Cheney          |               |                     |
| 5 ottobre  | Riverside Press-Enterprise Championships 1958 Riverside, USA Cemento Singolare - Doppio                 |                                               |                               |               |                     |
| 6 ottobre  | ACT Championships 1958 Canberra, Australia Singolare - Doppio                                           | Olorenshaw 7-5 8-6                            | Grangel                       |               |                     |
| 6 ottobre  | ACT Championships 1958 Canberra, Australia Singolare - Doppio                                           |                                               |                               |               |                     |
| 12 ottobre | Pan American International Championships 1958 Città del Messico, Messico Terra rossa Singolare - Doppio | Yola Ramírez 6-0 6-3                          | Rosa Maria Reyes Darmon       |               |                     |
| 12 ottobre | Pan American International Championships 1958 Città del Messico, Messico Terra rossa Singolare - Doppio | Yola Ramírez Rosa Maria Reyes Darmon 6-3 7-5  | Martha Hernandez Thelma Coyne |               |                     |
| 12 ottobre | Pan American International Championships 1958 Città del Messico, Messico Terra rossa Singolare - Doppio | Doppio misto: Long Ayala                      | Yola Ramírez Alex Olmedo      |               |                     |
| 13 ottobre | South Coast Championships 1958 Southport, Australia Singolare - Doppio                                  | Daphnee Seeney Fancutt 6-1 6-4                | Cohen                         |               |                     |
| 13 ottobre | South Coast Championships 1958 Southport, Australia Singolare - Doppio                                  |                                               |                               |               |                     |
| 17 ottobre | Israel International Championships 1958 Tel Aviv, Israele Terra rossa Singolare - Doppio                | Marie Brown                                   | Tova Bornstein                |               |                     |
| 17 ottobre | Israel International Championships 1958 Tel Aviv, Israele Terra rossa Singolare - Doppio                |                                               |                               |               |                     |
| 19 ottobre | Sydney Metropolitan Grass Court Championships 1958 Sydney, Australia Erba Singolare - Doppio            | Mary Carter-Reitano 6-3 5-7 9-7               | Betty Holstein                |               |                     |
| 19 ottobre | Sydney Metropolitan Grass Court Championships 1958 Sydney, Australia Erba Singolare - Doppio            | Mary Bevis-Hawton Mary Carter-Reitano 6-3 6-4 | Jan Lehane Pat Parmenter      |               |                     |
| 19 ottobre | Sydney Metropolitan Grass Court Championships 1958 Sydney, Australia Erba Singolare - Doppio            | Doppio misto: Jan Lehane Bob Howe 6-3 6-0     | Pat Parmenter Warren Woodcock |               |                     |
| 19 ottobre | Queensland Hard Court Championships 1958 Toowoomba, Australia Singolare - Doppio                        | Daphnee Seeney Fancutt 8-6 6-0                | B Bull                        |               |                     |
| 19 ottobre | Queensland Hard Court Championships 1958 Toowoomba, Australia Singolare - Doppio                        |                                               |                               |               |                     |
| 25 ottobre | Balboa Bay Club Invitation 1958 Newport Beach, USA Cemento Singolare - Doppio                           | Karen Hantze Susman 6-3 6-3                   | Helene Weil                   |               |                     |
| 25 ottobre | Balboa Bay Club Invitation 1958 Newport Beach, USA Cemento Singolare - Doppio                           |                                               |                               |               |                     |
| 25 ottobre | Balboa Bay Club Invitation 1958 Newport Beach, USA Cemento Singolare - Doppio                           | Doppio misto: Hayward Green 8-6 9-7           | Chabot Lesch                  |               |                     |

## Novembre
| Settimana   | Torneo                                                                                         | Vincitore                                            | Finalista                                     | Semifinalisti | Eliminati ai quarti |
| ----------- | ---------------------------------------------------------------------------------------------- | ---------------------------------------------------- | --------------------------------------------- | ------------- | ------------------- |
| 2 novembre  | Queensland Championships 1958 Brisbane, Australia Erba Singolare - Doppio                      | Daphnee Seeney Fancutt 7-5 6-1                       | Sandra Reynolds-Price                         |               |                     |
| 2 novembre  | Queensland Championships 1958 Brisbane, Australia Erba Singolare - Doppio                      | Daphnee Seeney Fancutt Jan Lehane 6-2 6-0            | Betty Holstein Noelene Turner                 |               |                     |
| 2 novembre  | Queensland Championships 1958 Brisbane, Australia Erba Singolare - Doppio                      | Doppio misto: Renee Schuurman Rod Laver              | Sandra Reynolds-Price Warren Woodcock         |               |                     |
| 9 novembre  | Palace Hotel Covered Court Championships 1958 Torquay, Gran Bretagna Indoor Singolare - Doppio | Angela Mortimer 6-1 6-0                              | Ann Haydon Jones                              |               |                     |
| 9 novembre  | Palace Hotel Covered Court Championships 1958 Torquay, Gran Bretagna Indoor Singolare - Doppio | Angela Mortimer Ann Haydon Jones 6-3 6-1             | Jill Rook Mills Pat Ward-Hales                |               |                     |
| 9 novembre  | Palace Hotel Covered Court Championships 1958 Torquay, Gran Bretagna Indoor Singolare - Doppio | Doppio misto: Jill Rook Mills Mills                  | Ann Haydon Jones Becker                       |               |                     |
| 9 novembre  | Torneo di Sao Paulo 1958 San Paolo, Brasile Terra rossa Singolare - Doppio                     | Shirley Bloomer-Brasher 6-4 6-3                      | Maria Esther Bueno                            |               |                     |
| 9 novembre  | Torneo di Sao Paulo 1958 San Paolo, Brasile Terra rossa Singolare - Doppio                     |                                                      |                                               |               |                     |
| 11 novembre | Coupe Albert Canet 1958 Parigi, Francia Indoor Singolare - Doppio                              | Maud Galtier 6-4 7-5                                 | Marie Odile Bouchet                           |               |                     |
| 11 novembre | Coupe Albert Canet 1958 Parigi, Francia Indoor Singolare - Doppio                              | Susan Patridge Chatrier Ginette Grandguillot 6-3 6-3 | Florence de la Courtie Marie Odile Bouchet    |               |                     |
| 11 novembre | Coupe Albert Canet 1958 Parigi, Francia Indoor Singolare - Doppio                              | Doppio misto: Florence de la Courtie Viron 6-4 7-5   | Ginette Grandguillot Ladislav Legenstein      |               |                     |
| 11 novembre | Southwestern Championships 1958 Phoenix, USA Cemento Singolare - Doppio                        | Vicky Palmer Heinecke 6-0 6-2                        | Jane Brisack                                  |               |                     |
| 11 novembre | Southwestern Championships 1958 Phoenix, USA Cemento Singolare - Doppio                        |                                                      |                                               |               |                     |
| 17 novembre | South Australasian Championships 1958 Adelaide, Australia Erba Singolare - Doppio              | Sandra Reynolds-Price 6-4 6-2                        | Jan Lehane                                    |               |                     |
| 17 novembre | South Australasian Championships 1958 Adelaide, Australia Erba Singolare - Doppio              | Sandra Reynolds-Price Renee Schuurman 6-4 6-3        | Lorraine Coghlan Robinson Mary Carter-Reitano |               |                     |
| 17 novembre | South Australasian Championships 1958 Adelaide, Australia Erba Singolare - Doppio              | Doppio misto: Renee Schuurman Rod Laver              | Sandra Reynolds-Price Mark                    |               |                     |
| 24 novembre | Swiss Covered Court Championships 1958 Ginevra, Svizzera Indoor Singolare - Doppio             | Lucia Bassi 6-4 6-3                                  | Gremillet                                     |               |                     |
| 24 novembre | Swiss Covered Court Championships 1958 Ginevra, Svizzera Indoor Singolare - Doppio             |                                                      |                                               |               |                     |
| 28 novembre | New South Wales Championships 1958 Sydney, Australia Erba Singolare - Doppio                   | Renee Schuurman 6-2 4-6 6-4                          | Jan Lehane                                    |               |                     |
| 28 novembre | New South Wales Championships 1958 Sydney, Australia Erba Singolare - Doppio                   | Mary Bevis-Hawton Thelma Coyne 9-7 1-6 7-5           | Sandra Reynolds-Price Renee Schuurman         |               |                     |
| 28 novembre | New South Wales Championships 1958 Sydney, Australia Erba Singolare - Doppio                   | Doppio misto: Sandra Reynolds-Price Mark             | Long Orlando Sirola                           |               |                     |

## Dicembre
| Settimana   | Torneo                                                                                            | Vincitore                                           | Finalista                             | Semifinalisti | Eliminati ai quarti |
| ----------- | ------------------------------------------------------------------------------------------------- | --------------------------------------------------- | ------------------------------------- | ------------- | ------------------- |
| 4 dicembre  | Argentina International Championships 1958 Buenos Aires, Argentina Terra rossa Singolare - Doppio | Shirley Bloomer-Brasher 2-6 6-2 12-10               | Margaret Hellyer                      |               |                     |
| 4 dicembre  | Argentina International Championships 1958 Buenos Aires, Argentina Terra rossa Singolare - Doppio | Norma Baylon Karol Fageros 6-4 6-3                  | Mabel Bove Graciela Lombardi          |               |                     |
| 4 dicembre  | Argentina International Championships 1958 Buenos Aires, Argentina Terra rossa Singolare - Doppio | Doppio misto: Karol Fageros Enrique Morea           | Margaret Hellyer Soriano              |               |                     |
| 10 dicembre | Chile International Championships 1958 Santiago, Cile Terra rossa Singolare - Doppio              | Shirley Bloomer-Brasher 2-6 6-0 6-2                 | Carmen Ibarra                         |               |                     |
| 10 dicembre | Chile International Championships 1958 Santiago, Cile Terra rossa Singolare - Doppio              |                                                     |                                       |               |                     |
| 11 dicembre | Asian Championships 1958 Lahore, Pakistan Singolare - Doppio                                      | Louise Snow Isaacs 6-3 6-4                          | Parveen Nasir Ahmed                   |               |                     |
| 11 dicembre | Asian Championships 1958 Lahore, Pakistan Singolare - Doppio                                      | Tahira Hamid Louise Snow                            | Taqi Butt Parveen Ahmed               |               |                     |
| 11 dicembre | Asian Championships 1958 Lahore, Pakistan Singolare - Doppio                                      | Doppio misto: Robert Haillet Parveen Ahmed 6-3, 6-2 | Iftikhar Ahmed Tahira Hamid           |               |                     |
| 13 dicembre | Victorian Championships 1958 Melbourne, Australia Erba Singolare - Doppio                         | Sandra Reynolds-Price 6-4 8-6                       | Lorraine Coghlan Robinson             |               |                     |
| 13 dicembre | Victorian Championships 1958 Melbourne, Australia Erba Singolare - Doppio                         | Mary Bevis-Hawton Thelma Coyne 6-2 12-10            | Sandra Reynolds-Price Renee Schuurman |               |                     |
| 14 dicembre | US Hard Court Championships 1958 La Jolla, USA Cemento Singolare - Doppio                         | Beverly Baker-Fleitz 6-1 8-6                        | Karen Hantze Susman                   |               |                     |
| 14 dicembre | US Hard Court Championships 1958 La Jolla, USA Cemento Singolare - Doppio                         | Sally Moore Gwen Thomas 5-7 6-4 6-4                 | Beverly Baker-Fleitz Patricia Todd    |               |                     |
| 14 dicembre | US Hard Court Championships 1958 La Jolla, USA Cemento Singolare - Doppio                         | Doppio misto: Sally Moore Stewart                   | Chabot Kierbow                        |               |                     |
| 31 dicembre | Royal South Yarra Tournament 1958 Melbourne, Australia Singolare - Doppio                         | Judy Tegart-Dalton 6-3 1-6 6-4                      | M. Rayson                             |               |                     |
| 31 dicembre | Royal South Yarra Tournament 1958 Melbourne, Australia Singolare - Doppio                         |                                                     |                                       |               |                     |